# Pierre Ignace Jaunez-Sponville
Pierre Ignace Jaunez-Sponville (1750-1805) est un littérateur français, actif sous le Premier Empire.

## Biographie
Fils d'un entrepreneur en bâtiments, Pierre Ignace Jaunez naît à Metz en 1750. Victime de la censure, il publie à Paris sous les pseudonymes "P.I.J.-S" ou "J.-S, P. J". Sa vie s'écrit en pointillés. Pierre Ignace Jaunez décède le 19 mars 1805 à Paris.
Frère de Pierre-Sylvestre Jaunez, il laissera plusieurs enfants de son mariage avec Adélaïde Mathis, dont Lina et Octave.

## Publications
- Pierre Ignace Jaunez-Sponville, Nicolas Bugnet: La philosophie du Ruvarebohni, pays dont la découverte semble d'un grand intérêt pour l'homme, ou Récit dialogué des moyens par lesquels les Ruvarcheuxis, habitans de ce pays, ont été conduits au vrai et solide bonheur, Paris, Le Normant, 1809[3].